# Mitsubishi B5M
Mitsubishi B5M (japanski 九七式二号艦上攻撃機 ili Type 97 Number 2 Carrier Attack Bomber - oznaka "number 2" je dodana kako bi se isti razlikovao od zrakoplova Nakajima B5N koji je označen kao „Type 97 Number 1“, saveznički naziv "Mabel" ili "Kate 61") je bio zrakoplov Japanske carske mornarice
koji je djelovao s kopna.

## Dizajn i razvoj
Dizajniran je 1935. godine po zahtjevu mornarice za novim bombarderom namijenjenog nosačima zrakoplova. Zrakoplov je trebao imati tročlanu posadu, sklopiva krila, brzinu ne manju od 322 km/h, trajanje leta ne manje od 7 sati i sposobnost da nosi najmanje 800 kg bombi. Zrakoplov je trebao biti rezerva za Nakajima B5N "Kate" torpednog bombardera. Iako je dizajniran da služi na nosačima zrakoplova, tijekom drugog svjetskog rata je djelovao samo s kopna. Proizvedeno je samo 125 komada.

## Inačice
- B5M1 je bila jedina inačica zrakoplova. Probni let je imao 1937. godine i bio je cijeli od metala, niskokrilac, s fiksnim stajnim trapom. B5M1 se počeo uvoditi u jedinice japanske mornaričke avijacije krajem 1937. godine, ali njegove performanse nisu bile zadovoljavajuće, stoga je proizvedeno tek 145 komada. Iako je bio namijenjen za djelovanje s nosača zrakoplova, većina je djelovala iz kopnenih zračnih baza u jugoistočnoj Aziji i Kini, gdje su bili suočeni sa slabom ili gotovo nikakvom prijetnjom neprijateljskih lovaca. Ovi zrakoplovi su svoju karijeru završili kao zrakoplovi za obuku, za vuču meta ili kao kamikaze.

## Korisnici
- Japan

## Tehničke karakteristike (Mitsubishi B5M1)
Izvori podataka: Japanese Aircraft of the Pacific War 
Osnovne karakteristike
- posada: 3
- dužina: 10.23 m
- raspon krila: 15.3 m
- površina krila: 37.95 m 2
- visina: 4.32 m

Letne karakteristike
- najveća brzina: 379 km/h
- dolet: 2,350 km
- najveća visina leta: 8,260 m
- specifično opterećenje krila: 2
- motor: 1 × Mitsubishi Kinsei 431 zvjezdasti motor
  - propeler: 1

Naoružanje
- naoružanje: 2 × 7.7 mm strojnica „Type 97“ u krilima, 1 × 7.7 mm strojnica „Type 89“ straga, do 1,000 kg bombi